# Ani sami bohové
Ani sami bohové (anglicky The Gods Themselves) je vědeckofantastický román amerického spisovatele Isaaca Asimova, který vyšel v roce 1972 v americkém nakladatelství Doubleday. Je to jedno z mála autorových literárních děl, které popisuje mimozemskou civilizaci.
Název díla pochází z citátu německého spisovatele a dramatika Friedricha Schillera „Proti hlouposti ani sami bohové nic nezmohou.“ Autor jej v knize zmínil postavou jménem Myron Bronowski. Jména tří postav v paralelním vesmíru Odin, Dua a Tritt pocházejí z ruských slov (Isaac Asimov se narodil v Rusku) оди́н (česky jedna), два (česky dva), три (česky tři).
Kniha vyhrála cenu Nebula v roce 1972, cenu Hugo v roce 1973, cenu Locus  a cenu Ditmar. Je rozdělena do 3 částí, které byly nejprve publikovány zvlášť roku 1972 v časopise Galaxy Magazine. Záměrně začíná 6. kapitolou první části. Děj se odehrává od roku 2070, kdy byl učiněn objev spojený s vývojem zařízení zvaného elektronová pumpa.
První část se odehrává na Zemi a popisuje významný objev a zprovoznění elektronové pumpy stejně jako přehlížení vážných důsledků čerpání energie. Druhá líčí situaci v paralelním vesmíru se zcela odlišnou formou života a třetí je situována na Měsíc, kam přijíždí pokračovat ve výzkumu jeden z mála vědců, kteří si uvědomují nebezpečí čerpání energie elektronovou pumpou.

## Námět
Lidé zásluhou dr. Hallama vytvořili podle projektů mimozemské civilizace tzv. elektronovou pumpu, která umožňuje přečerpávat energii do paralelního vesmíru a zpět. Zdánlivě elegantní řešení však není bez chyb, při dlouhodobějším využívání pumpy hrozí narušení stability vesmíru, což mnozí díky pohodlným dodávkám laciné energie ignorují. Ne však Peter Lamont a několik dalších osob, které si uvědomují riziko možné zkázy.

## Historie románu
Isaac Asimov v předmluvě vysvětluje, že kniha Ani sami bohové je jeho prvním vědeckofantastickým románem po cca 15 letech. Podnětem pro jeho napsání byl veřejný dialog mezi Robertem Silverbergem a Lesterem del Reyem na konferenci v New Yorku na téma science fiction. Silverberg chtěl uvést nějaký příklad izotopu a řekl „plutonium 186“ (neexistující izotop). Asimov Roberta Silverberga konfrontoval s faktem, že plutonium 186 neexistuje, ale že napíše na toto téma povídku. Nakonec se příběh začal vyvíjet a z povídky se stal román. Protože jej R. Silverberg de facto inspiroval, věnoval autor toto dílo právě jemu.

## Obsah knihy
Kniha je rozdělena do 3 částí:
I. Proti hlouposti...

II. ...ani sami bohové...

III. ...nic nezmohou?

## Postavy

### Sluneční soustava
- Myron Bronowski - lingvista, jenž si vybudoval renomé rozluštěním etruských nápisů. Spolupracuje s Peterem Lamontem, překládá vzkazy z paravesmíru.
- senátor Burt - předseda Výboru pro technologii a životní prostředí.
- Benjamin Allan Denison - radiochemik, nadanější kolega Hallama, jenž ho svou poznámkou podnítil k odhalení tajemství plutonia 186. Zatímco Hallamova kariéra nabrala strmý směr vzhůru, Denisonova se zastavila a později skončila.
- Marco Fore - jeden z měsíčních akrobatů.
- Henry Garrison - služebně mladší Lamontův kolega, jenž byl při povýšení upřednostněn.
- Konrád Gottstein - pozemský komisař na Měsíci, následník Luize Monteze.
- Frederick Hallam - radiochemik, postava spojená se zrodem „elektronové pumpy“.
- Joshua Chen - vůdce vlivné organizace.
- G. C. Kantrowitsch - věhlasný vědec, před Hallamem poslední předseda konference o elektronové pumpě.
- Diderick van Klemens - muž, který zapsal McFarlandovu verzi Velkého prohlédnutí (kterou si poté přisvojil Hallam).
- Peter Lamont - fyzik a největší kritik elektronové pumpy.
- Selena Lindstromová - průvodkyně turistů na Měsíci a intuicionistka.
- John F. X. McFarland - autor vědeckého postřehu, jenž byl tiskem nazván „Velkým prohlédnutím“ a který si uzurpoval Frederick Hallam.
- Luiz Montez - pozemský komisař na Měsíci, předchůdce Konráda Gottsteina.
- Barron Neville - měsíční vědec, inženýr. Společně s několika dalšími vědci sdílí nevraživé postoje vůči Zemi.
- Tracy - technik v laboratoři, kde pracoval i Frederick Hallam.
- Jean Wong - jeden z měsíčních akrobatů.

### Paralelní vesmír
- Annis - racionál, potomek Odina, Duy a Tritta.
- Derola - emocionála, potomek Odina, Duy a Tritta.
- Dimit - jedna z emocionál.
- Doral - jedna z emocionál.
- Dua - emocionála, družka Odina a Tritta, přezdívaná jinými emocionálami posměšně „levá Em“ pro své sklony k přemýšlivosti.
- Estwald - tvrdýš zformovaný z triády Odin, Dua, Tritt.
- Gamaldan - tvrdýš.
- Genia - jedna z emocionál.
- Losten - tvrdýš, hlavní učitel Odina.
- Odin - racionál, druh Duy a Tritta.
- Torun - parentál, potomek Odina, Duy a Tritta.
- Tritt - parentál, druh Odina a Duy.

## Děj

### I. Proti hlouposti...
Frederick Hallam, ješitný vědec s nevelkým potenciálem, zato s velkým egem a zarputilostí si všimne, že se v jedné nádobě (kde byl původně wolfram) objevila záhadná látka. Podezřívá kolegu Benjamina Allana Denisona, že ji vyměnil, ten to ale neudělal. Po důkladné analýze vyjde najevo, že v nádobě je plutonium 186, izotop, který by vůbec neměl existovat. Hallam se domnívá, že látka pochází z paralelního vesmíru. Tato teze se potvrdí, což vyústí do vývoje elektronové pumpy, zdroje velmi levné a prakticky nevyčerpatelné energie. Tento objev učiní z Fredericka Hallama nejvlivnější osobu na poli vědy, zatímco jeho oponenti ztrácí pozice. Elektronová pumpa není jen jedna, je jich vybudováno několik na kosmických stanicích kolem Země.
Mladý fyzik Peter Lamont se zabývá historií pumpy a dostane se do konfliktu s Hallamem, když narazí na nesrovnalosti. Zastává názor, že pumpa je především dílem bytostí z paralelního vesmíru, čímž podkopává Hallamovu autoritu. Podle něj jsou para-lidé mnohem inteligentnější, dokázali vědce kontaktovat přes hranice vesmíru. Jejich fyzikální zákony jsou odlišné. Dr. Frederick Hallam využije vůj vliv a Lamontovi zavaří. Ten se obrátí na lingvistu Myrona Bronowského, jenž vyluštil etruské nápisy a je ochoten se angažovat v nové výzvě. Začne pracovat na překladu zpráv bytostí z paravesmíru, zatímco Lamont přijde na velký objev - elektronová pumpa vytváří nerovnováhu, čímž může destabilizovat Sluneční soustavu. Hrozí přeměna Slunce v supernovu, v paralelním vesmíru naopak ochlazení jejich slunce. Bronowski vyluští několik vzkazů z paravesmíru, které varují před nebezpečím pumpování energie. Jeden ze vzkazů sděluje, že nemohou pumpu zastavit a žádá, ať to udělají lidé ze Sluneční soustavy. Lamont se pokouší na situaci upozornit politiky a vědce, ale vzhledem k jeho diskreditaci Hallamem není vyslechnut. Pochopí, že na druhé straně (v paralelním universu) zprávy odesílal někdo podobný jemu, kdo nemá moc a prostředky pumpu zastavit. Situace se zdá beznadějná.

### II. ...ani sami bohové...
V paralelním vesmíru s odlišnými fyzikálními vlastnostmi se snaží zdejší tvorové (stejně jako Pozemšťané) o uchování pumpy (zde pozitronové). Jim zajišťuje přežití, protože jejich Slunce chladne, stav populace se snižuje a hrozí jim vymření. Důsledkem pumpování se však narušuje stabilita obou vesmírů, přičemž ve Sluneční soustavě hrozí nečekaná přeměna Slunce v supernovu a také vznik kvasaru v galaxii Mléčná dráha, což by paravesmíru dodalo mnoho energie.
Zdejší bytosti se dělí na „tvrdýše“ a proměnlivé „měkkýše“. Měkkýši mají mnohem řidší konzistenci těla než tvrdýši, mohou se prolnout navzájem nebo proplout pevným předmětem (např. skálou). Měkkýši mají 3 pohlaví, každé s určitou rolí v tzv. „triádě“ (obdoba partnerského svazku, rodiny):
- racionálové - nazývaní „leví“, přemýšlející a logicky uvažující pohlaví, během „splývání“ (forma páření, při kterém dočasně ztrácejí měkkýši paměť) v triádě poskytují obdobu spermatu.
- emocionály - nazývané „em“ či „středodružky“, citově založené a intuitivní pohlaví, při splývání dodávají energii nutnou pro reprodukci.
- parentálové - nazývaní „praví“, zajišťují péči o potomstvo.

Tvrdýši jsou další vývojovou fází měkkýšů, když se měkkýší triádě podaří odchovat potomky (od každého pohlaví), přemění se v tvrdýše. V tvrdýše se dočasně mění i při „splývání“. Jelikož jsou tvrdýši kombinací tří jedinců, mají vhodné předpoklady k rozvíjení vědy. Zároveň celou civilizaci ovládají, určují měkkýší triády (vybírají vhodné jedince od každého pohlaví) a vyučují racionály.
Para-bytosti (zejména měkkýši) využívají jako zdroj potravy sluneční energii. Tvrdýši zjistili, že jejich slunce chládne a tak poslali lidem ze Sluneční soustavy plány na stavbu „elektronové pumpy“, zařízení umožňujícím výměnu energie v obou směrech. Tvrdýš jménem Losten vyučuje raionála Odina, jehož triáda je považována za nejlepší za dlouhou dobu. Odin pak vzdělává velmi intuitivní emocionálu Duu. Přemýšlivá Dua má ráda samotu a straní se ostatních emocionál, intelektuálně je převyšuje, za což sklízí posměch. Pro své sklony k izolaci a zadumanosti se jí přezdívá „levá Em“ (neboť filozofování je u měkkýšů výsadou racionálů - levých). Dua se dozví o elektronové pumpě a dopídí se, že tvrdýši bez výčitek nechají explodovat Sluneční soustavu, která zničí jinou civilizaci (z jejího pohledu tu naši), jen aby zajistili dostatečný přísun energie pro svůj vesmír. S tímto se Dua nemůže ztotožnit. Nabude přesvědčení, že tvrdýši jsou nadřazená rasa, která využívá měkkýše jako své děti. S jejím názorem nesouhlasí její druh - racionál Odin, který také přemýšlí o podstatě světa. Jejich triáda už počala dva potomky, malého racionála Annise a parentála Toruna. Jakmile počne i poslední dítě (emocionálu) a vychová ji, triáda zanikne a „odejde“. Nikdo z měkkýšů neví, co to přesně znamená, je to ale přirozená věc.
Parentál Tritt, druh Odina a Duy naléhá na početí třetího dítěte, malé emocionály. Dua se toho děsí, protože se poté přiblíží její konec a ona ještě nenalezla své místo na světě. Nenašla zatím svůj smysl života. Tritt je však odhodlaný dokončit úlohu triády za každou cenu a tak uzme z tvrdýších jeskyní baterii na umělé světlo, které může sloužit jako umělá potrava. Instaluje ji do Duina pokoje pod záminkou dárku (Dua totiž příliš nejí, je hodně řídká). Jednoho dne se Dua vrátí a nakrmí se. Má dobrou náladu a svolí ke splývání, během něhož je počata malá emocionála. Když si to uvědomí, vnímá to jako Trittův a Odinův podraz a uteče. Je rozhodnuta pokusit se zničit pozitronovou pumpu a poslat vzkaz do druhého vesmíru o její nebezpečnosti. Ukrývá se před tvrdýši ve skalách, kde jí nemohou odhalit. Intuitivně vnímá všechny jejich kroky. Nicméně její iniciativa ji stojí velmi mnoho sil a energie.
Losten varuje Odina, že Dua podniká nebezpečné akce a naléhá na něj, aby ji přivedl. Rovněž apeluje, aby více přemýšlel o významu triády. Odin se snaží a pochopí, že triáda se během splývání stává dočasně tvrdýšem a po vychování dětí její členové neumírají ani „neodcházejí“, ale stávají se tvrdýšem natrvalo. Podaří se mu najít Duu a vysvětlit jí to. Dua to přijme a pochopí význam, zároveň však chce zastavit pumpování. Z jejich triády se vyvine velmi důležitý tvrdýš, vzhledem k jedinečnosti každého měkkýše v triádě ten nejgeniálnější. Během posledního splývání se definitivně přemění v tvrdýše jménem Estwald - vynálezce pozitronové pumpy.

### III. ...nic nezmohou?
Na Měsíc přilétá Benjamin Allan Denison, bývalý nadějný radiochemik a Hallamův oponent. Jeho vědecká kariéra byla po Hallamově úspěchu prakticky zničena, Denison změnil zaměstnání. Na Měsíci se chce věnovat výzkumu spojenému s dokázáním rizikovosti provozu elektronové pumpy (nezávisle na Peteru Lamontovi). Předvolá si jej nově dosazený komisař Gottstein, který chce být o jeho pokrocích v bádání informován. Zároveň mu často dělá společnost jistá Selena Lindstromová, oficiálním povoláním průvodkyně pozemských turistů na Měsíci. Selena je intuicionistka, žena obdařená vysokou intuicí (dědictví po genetických pokusech v této oblasti) a dokáže z minima informací vyvodit správné řešení. Pracuje pro měsíčního fyzika Barrona Nevilla (de facto pro něj provádí špionáž), jenž cítí k Zemi nenávist. Země kontroluje na Měsíci vědecká zařízení a někteří zdejší vědci vyvinuli své. Týká se to i tzv. pionizéru, k jehož konstrukci přispěla i Selena.
Denison dělá pokroky a zkonstruuje KV-pumpu, která vyrovnává deficit v energetickém toku. KV-pumpa může čerpat energii z jiných vesmírů (např. z takového, jenž je vyplněn jedinou obří hvězdou a nazvaného „kosmické vejce“, odtud zkratka KV), avšak pouze jednocestně. U jeho výzkumů mu asistuje Selena, s níž se Denison pomalu sbližuje. Po úspěšné demonstraci zařízení, při níž je náhodou přítomen i komisař Gottstein dojde k přijetí nové technologie a rehabilitaci vědců (Denisona, Lamonta a dalších), kteří poukazovali na chyby elektronové pumpy. Nová KV-pumpa bude instalována na Měsíci (vyžaduje přítomnost vakua) a bude vyrovnávat ztráty způsobené elektronovou pumpou. Denison se Selenou se nakonec podílí i na roztříštění komplotu, v němž byl angažován Barron Neville. Neville a jeho skupina plánovali využít nového zdroje energie (KV-pumpy) k přesunutí Měsíce mimo oběžnou dráhu Země z ryze izolacionistických důvodů.
| „                                | Na Měsíci neexistuje minulost, po které by někdo toužil nebo o které by snil. Existuje zde pouze směr vpřed. | “ |
| — Isaac Asimov - Ani sami bohové | |   |

## Česká vydání
- Ani sami bohové, 1. vydání, Svoboda, Praha, edice Omnia, 1992, ISBN 80-205-0218-1, překlad Zdeněk Lyčka, 246 stran, brožovaná [9]
- Ani sami bohové, 2. vydání, Triton, Praha, edice Trifid č. 128, 2005, ISBN 80-7254-297-4, překlad Zdeněk Lyčka, 376 stran, brožovaná